# Anton Vaïno
Anton Edouardovitch Vaïno (en russe : Анто́н Эдуа́рдович Ва́йно ; en estonien : Anton Vaino), né le 17 février 1972 à Tallinn en RSS d'Estonie (URSS), est un haut fonctionnaire et homme d'État russe. Il est le chef de l'administration du président de la fédération de Russie depuis le 12 août 2016. Il est membre du Conseil d'État de la fédération de Russie depuis le 21 décembre 2020.
Anton Vaïno est membre du Conseil de sécurité de la fédération de Russie depuis le 12 août 2016. Il a le grade civil de conseiller d'État effectif de la fédération de Russie de 1re classe.
Il se trouve placé depuis le 6 avril 2022 sur la liste des personnes sanctionnées par les États-Unis contre la Russie dans le cadre de l'invasion de la Russie en Ukraine en 2022. Anton Vaïno parle anglais et japonais.

## Origine et formation
Anton Vaïno naît à Tallinn en 1972 et sa famille déménage à Moscou lorsqu'il a cinq ans.
Il descend d'une famille de communistes estoniens. Son arrière-grand-père, Heinrich Vaino, qui avait rencontré Lénine à Pétrograd, dirige la section ouvrière du parti communiste de Tomsk et est un membre actif de la prise du pouvoir des autorités soviétiques en Sibérie pendant la guerre civile russe. En particulier, il participe à la répression du soulèvement de la légion tchécoslovaque, ainsi qu'à la répression du soulèvement paysan antisoviétique dans la province de Tomsk. Le fils d'Heinrich, Karl Vaino (1923-2022), est dirigeant du parti communiste d'Estonie en 1978-1988. Le père d'Anton, Edouard Vaïno, né en 1949, est de 1990 à 1997, représentant général d'Avtovaz aux États-Unis; de 2009 à 2020, vice-président des relations extérieures et des relations avec les actionnaires d'Avtovaz.
Anton Vaïno est diplômé en 1996 de la faculté des relations extérieures de l'Institut d'État des relations extérieures de Moscou du ministère des Affaires étrangères (MGIMO).

## Carrière
Anton Vaïno travaille de 1996 à 2001 à l'ambassade de Russie au Japon (Tokyo), puis pendant deux ans au ministère des Affaires étrangères au deuxième département d'Asie. Il est ensuite pendant un an à l'administration du président de la fédération de Russie au service du protocole. Il occupe le poste de conseiller du chef du protocole. De 2004 à 2007, il est adjoint du chef du protocole et reçoit le rang dans la fonction publique de conseiller effectif de 2e classe. Du 26 avril au 8 octobre 2007, il est premier adjoint du chef du protocole du président de la fédération de Russie, puis du 8 octobre 2007 au 25 avril 2008, directeur adjoint du directeur de l'appareil du gouvernement de la fédération de Russie, Viktor Zoubkov,. Le 22 janvier 2008, il titré conseiller effectif de 1re classe et le 25 avril suivant, il est nommé chef du protocole de la présidence du gouvernement de la fédération de Russie et chef adjoint de l'appareil du gouvernement de la fédération de Russie.
Du 27 décembre 2011 au 21 mai 2012, Anton Vaïno a le rang de ministre de la fédération de Russie en étant chef de l'appareil du gouvernement de la fédération de Russie et le 22 mai 2012, il passe à l'administration du président de la fédération de Russie en étant nommé chef adjoint. Il en est nommé à la tête le 12 août 2016 (succédant à Sergueï Ivanov) et fait partie du conseil de sécurité de Russie et le 7 novembre du conseil économique auprès du président de la fédération de Russie.
Après la reconnaissance par la Russie des référendums d'autodétermination des républiques séparatistes populaires de Donetsk et de Lougansk, fin février 2022, il est interdit de territoire de l'Union européenne. Les États-Unis font de même un mois et demi plus tard.

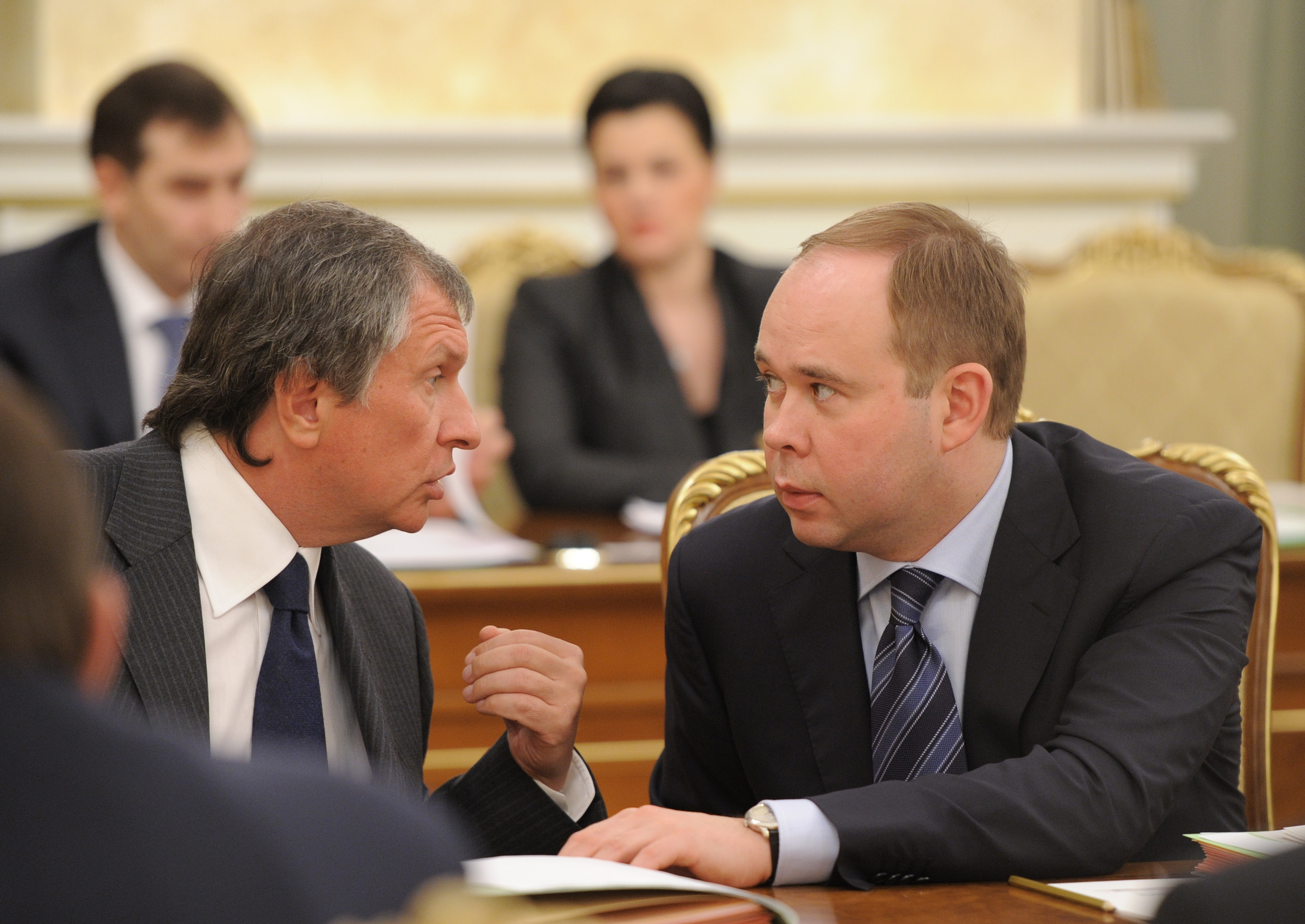
Avec Igor Setchine en 2012.
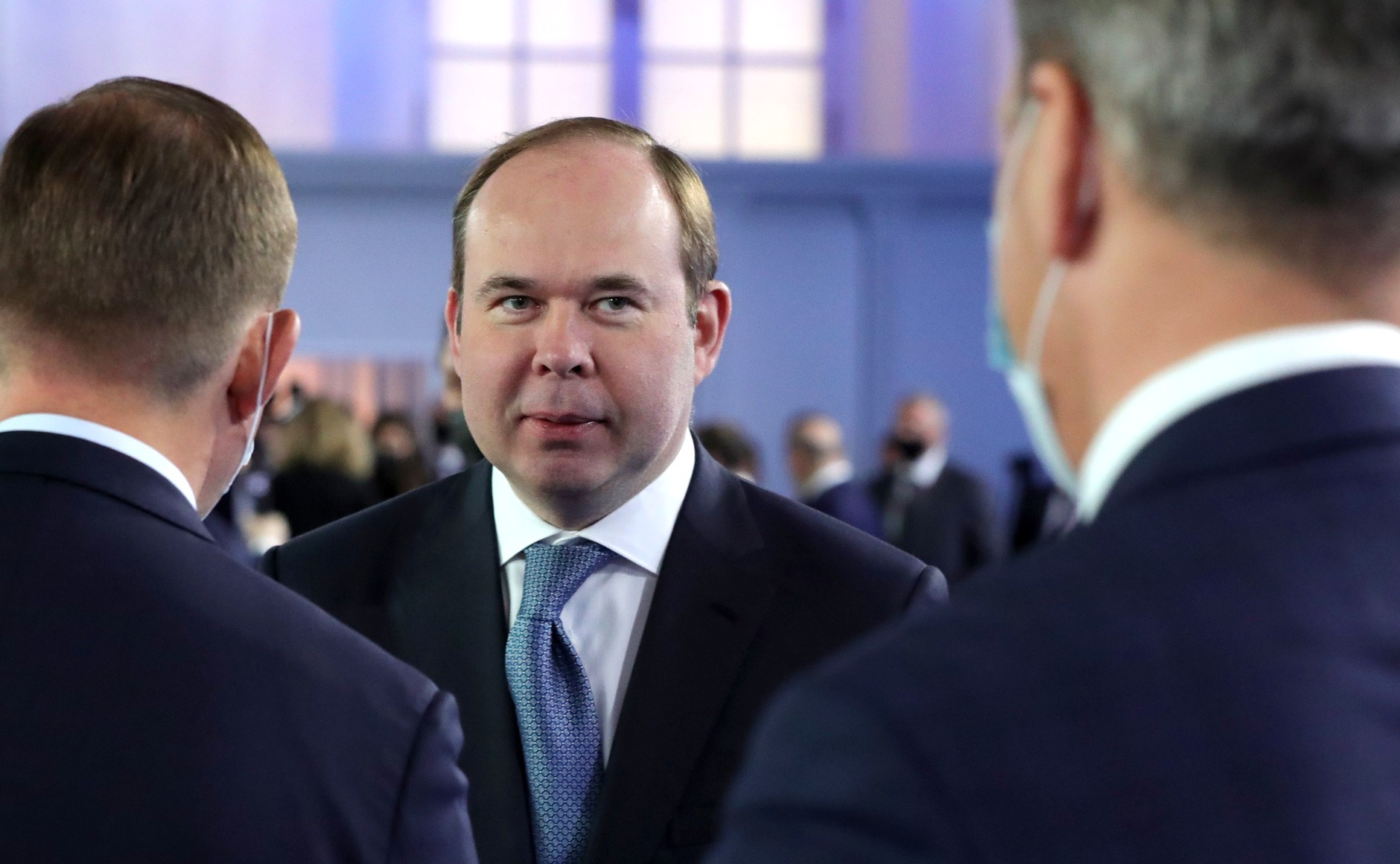
Anton Vaïno à l'assemblée fédérale en 2021.

## Famille
Anton Vaïno est le petit-fils de Karl Vaino (1923-2022), ancien dirigeant du Parti communiste d'Estonie. Il est marié et père d'un fils.